# إليشا أفيري كراري
إليشا أفيري كراري (بالإنجليزية: Elisha Avery Crary) هو محامي وقاضي أمريكي، ولد في 24 يونيو 1905 في جراندي سنتر في الولايات المتحدة، وتوفي في 28 أبريل 1978.